# William Fay
William George Fay (ur. 12 listopada 1872 w Dublinie, zm. 27 października 1947 w Londynie) – irlandzki aktor i producent teatralny, będący jednym ze współzałożycieli Abbey Theatre.
Urodził się w Dublinie, gdzie uczęszczał do Belvedere College. Przez pewien okres w latach 90. XIX wieku pracował w objazdowym teatrze, który wystawiał swoje sztuki na terenie Irlandii, Szkocji i Walii. Po powrocie do Dublina rozpoczął – wraz ze swoim bratem Frankiem podobną działalność na terenie miasta. Następnie założył W. G. Fay's Irish National Dramatic Company, towarzystwo skupiające się na rozwoju rodzimych talentów aktorskich.
Bracia uczestniczyli w zakładaniu Abbey Theatre i są odpowiedzialni za sposób ewoluowania tam gry aktorskiej.
Po rozstaniu się z teatrem w 1908 roku bracia opuścili kraj i wyemigrowali do Stanów Zjednoczonych. William w 1914 roku wrócił do Londynu, gdzie brał udział w produkowaniu filmów.